# Ctenacarus araneola
Ctenacarus araneola är en kvalsterart som först beskrevs av Grandjean 1932.  Ctenacarus araneola ingår i släktet Ctenacarus och familjen Ctenacaridae. Inga underarter finns listade i Catalogue of Life.